# 로맨틱펀치
로맨틱펀치(Romantic Punch)는 대한민국의 록 밴드이다. 2003년 7월 워디시(WA★DISH, Wash the Dishes)라는 이름으로 처음 활동을 시작하였으며 2009년 5월 팀명을 ‘로맨틱펀치’로 개명하였다.

## 구성원
- 배인혁 (1981년 6월 9일) - 보컬 (2003년 ~ )
- 콘치 (강호윤, 1982년 11월 30일) - 기타 (2003년 ~ )
- 레이지 (권영환, 1983년 8월 10일) - 기타 (2003년 ~ )
- 트리키 (고용진, 1982년 3월 11일) - 드럼 (2009년 ~ )

### 이전 구성원
- 채재현 - 드럼 (2003년 ~ 2009년)
- 하나 - 베이스 (2003년 ~ 2015년 3월)
- 박상환 - 베이스 (2014년 5월 객원 멤버~ 종료)
- 김진아 - 베이스
- 유재인 - 베이스 ( Gate Flowers 해체로 인한 로맨틱펀치 객원 베이스

## 음반 목록

### 정규 앨범
- Midnight Cinderella (2010년)
- Glam Slam (2013년)

### EP
- 햇살 밝은 날 (2004년) - 워디시 명의로 낸 음반
- Saturday Night (2006년 2월 28일) - 워디시 명의로 낸 음반
- Romantic Punch (2009년)
- It's Yummy (2011년)
- Silent Night (2012년)
- Fight Club (2015년)
- Good Morning Blue (2016년)

## 경력
- 2003년 MBC 대한민국음악축제 아마추어 록 콘테스트 금상
- 2009년 EBS 스페이스 공감 8월의 헬로루키 선정
- 2012년 KBS 2TV TOP밴드 2 준우승